# Bahnhof Berlin Sonnenallee
Der S-Bahnhof Sonnenallee ist ein Haltepunkt der S-Bahn Berlin im Ortsteil Neukölln des Bezirks Neukölln von Berlin. Er befindet sich am Streckenkilometer 16,7 der Berliner Ringbahn südlich der Brücke über die Sonnenallee. Im Lauf der Geschichte wurde der S-Bahnhof mehrmals umbenannt.

## Lage und Aufbau
Das im Jahr 1912 gebaute Empfangsgebäude liegt an der Saalestraße und dem vorgelagerten Siegfried-Aufhäuser-Platz im Osten Neuköllns. Die Gleise liegen auf einem aufgeschütteten Damm, der über dem Straßenniveau parallel zum Neuköllner Schifffahrtskanal verläuft. Der 160 Meter lange Mittelbahnsteig ist weitgehend überdacht und hat Ausgänge zu beiden Seiten der Sonnenallee.
Der Bahnhof verfügt über eine Aufzuganlage und Blindenleitsysteme und ist somit barrierefrei ausgestattet. Die Anlage ist als Baudenkmal in der Berliner Landesdenkmalliste eingetragen.

## Geschichte

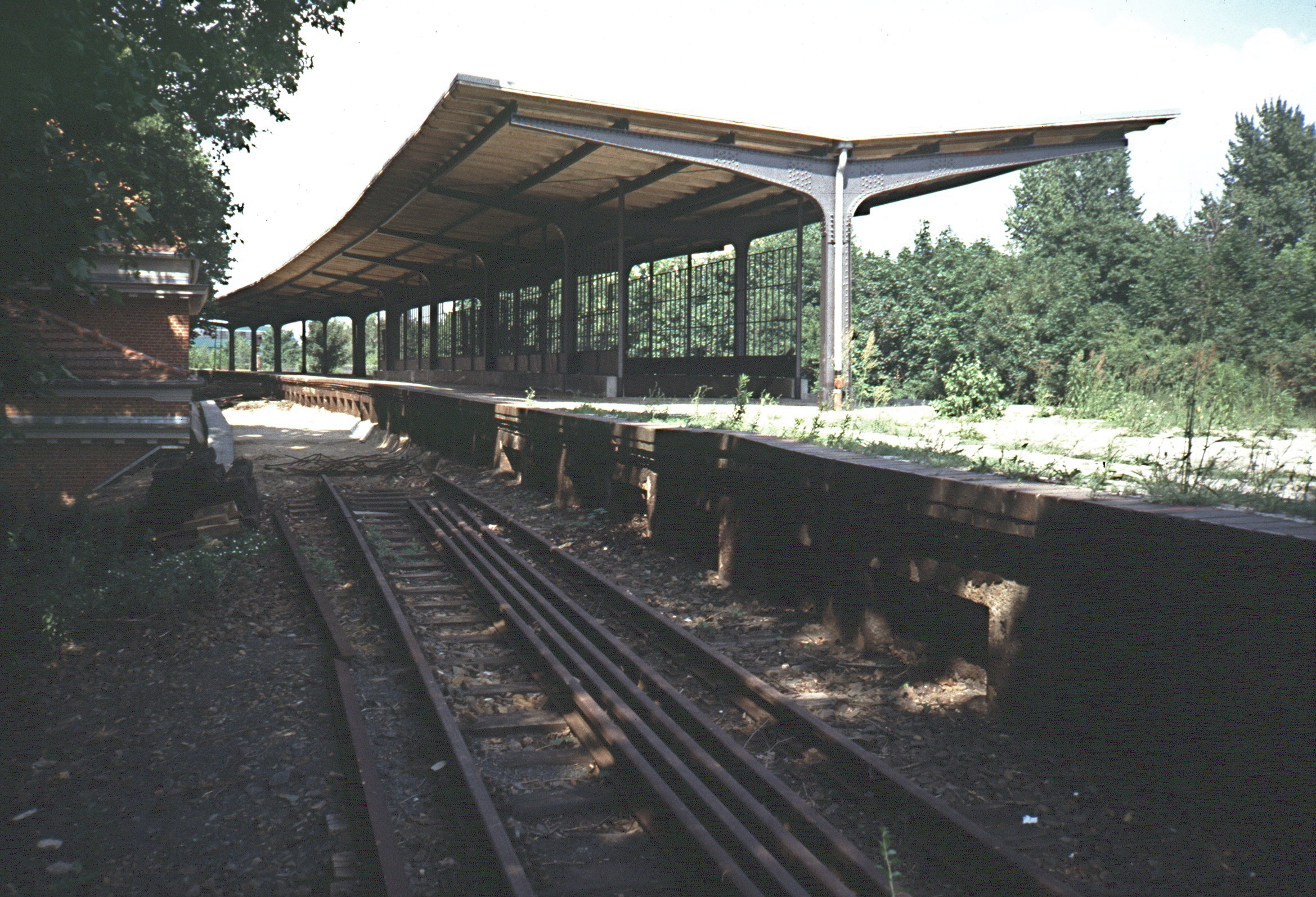
Brachliegender Bahnsteig, 1988

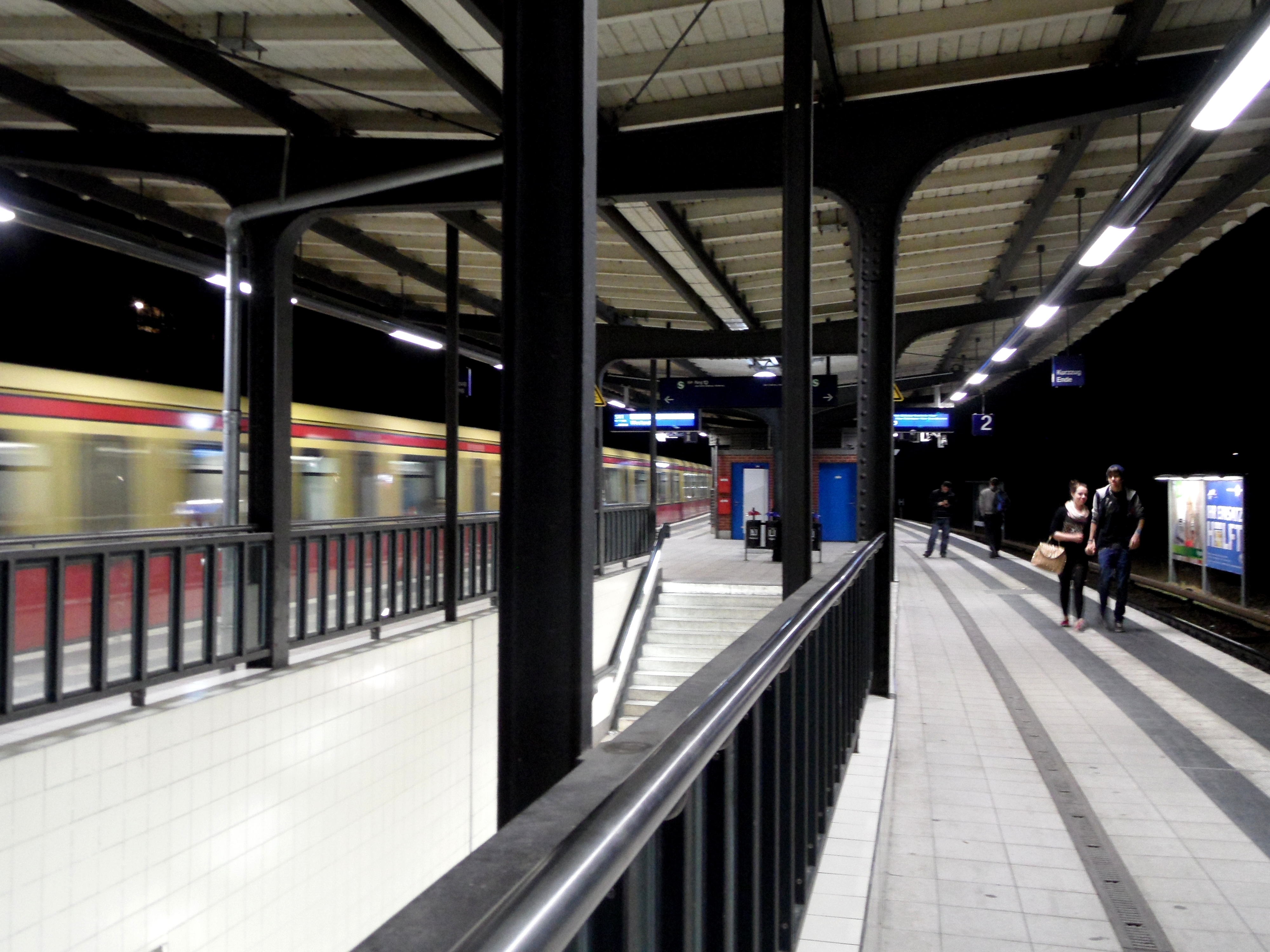
Der Bahnhof im März 2012

Die Ringbahn wurde auf diesem Abschnitt im Juli 1871 für den Güter- und Anfang 1872 für den Personenverkehr eröffnet. Ab April 1896 befuhren die Züge des Nahverkehrs separate Gleise. Im Juli 1907 beantragte Rixdorf, wie Neukölln bis Januar 1912 hieß, eine Bahnstation im Bereich des heutigen S-Bahnhofs.
Die Station wurde am 1. Oktober 1912 als dritter Bahnhof auf Neuköllner Gebiet unter dem Namen Kaiser-Friedrich-Straße (nach Friedrich III., „99-Tage-Kaiser“ von 1888) eröffnet. Der Entwurf des Empfangsgebäudes stammte von Reinhold Kiehl. Der Bahnhof diente zur Erschließung der Köllnischen Wiesen, die zu jener Zeit bebaut wurden. Nach der „Großen Elektrisierung“ wurde der Bahnhof ab dem 6. November 1928 durch elektrische Triebwagen der „Stadtschnellbahn“ bedient, aus denen 1930 die S-Bahn Berlin hervorging.
Ab dem 1. Oktober 1939 hieß die Station Braunauer Straße, nachdem bereits am 11. Mai 1938 der gesamte fast fünf Kilometer lange Straßenzug aus Kaiser-Friedrich-Straße (nördlich) und Sonnenallee (südlich) nach Braunau am Inn, dem Geburtsort von Adolf Hitler benannt wurde. Während der Schlacht um Berlin im April 1945 kam der Bahnverkehr zum Erliegen und wurde erst am 18. Juni 1945 wieder aufgenommen. Später benannte die Deutsche Reichsbahn den Bahnhof in Sonnenallee um; die Straße selbst erhielt diesen Namen am 31. Juli 1947.
Mit dem Mauerbau am 13. August 1961 wurde die Ringbahn zwischen den Stationen Sonnenallee und Treptower Park unterbrochen. Die Züge auf Ost-Berliner Seite wurden ausnahmslos auf die Görlitzer Bahn weitergeführt, wogegen der Bahnhof Sonnenallee mit dem an der Verbindungsbahn Baumschulenweg–Neukölln gelegenen S-Bahnhof Köllnische Heide zu einem der beiden südöstlichen Endbahnhöfe der Ringbahnzüge in West-Berlin wurde. Die nördlich des Bahnhofs liegenden Gleise nutzten die Züge fortan zum Kehren.

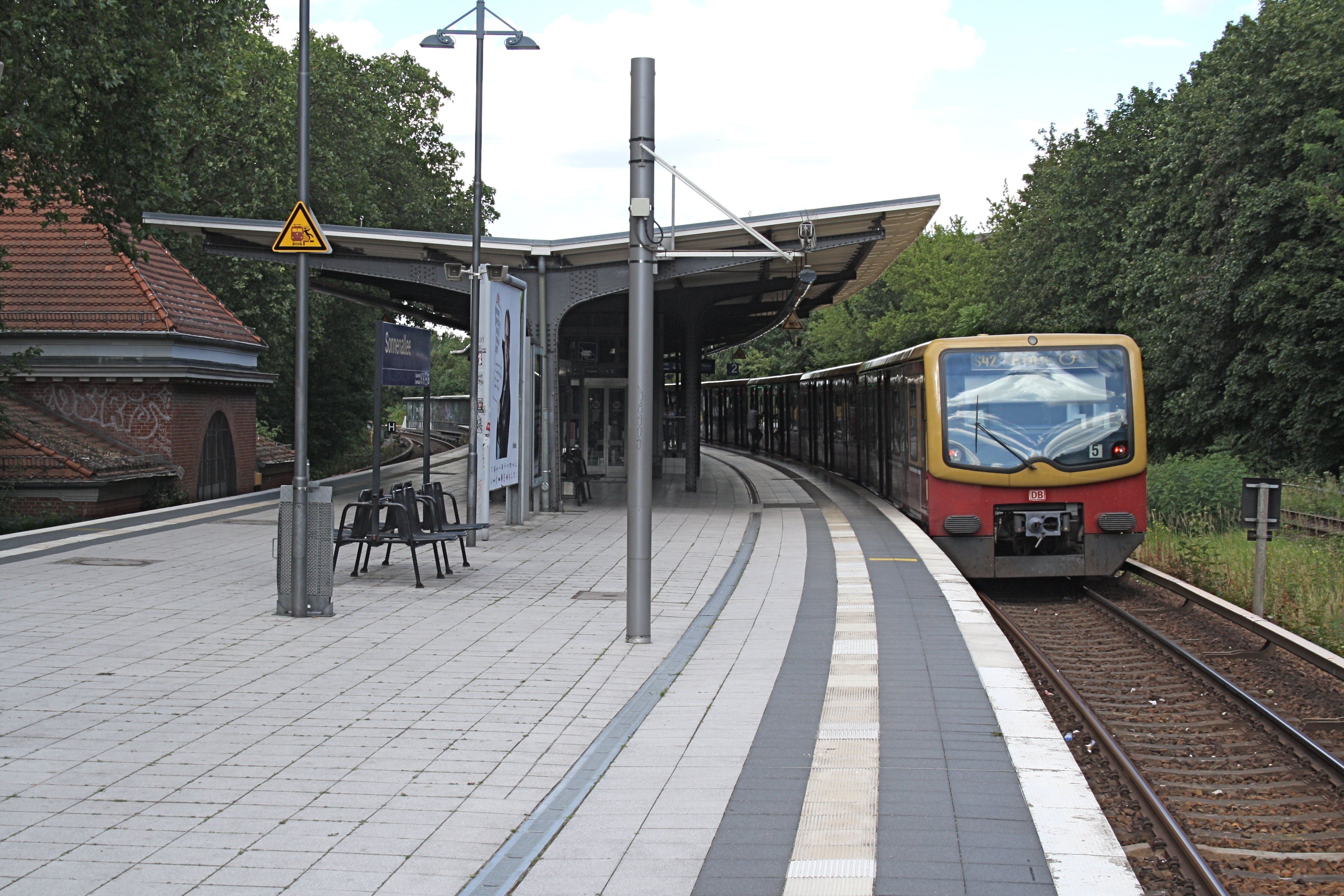
Bahnsteig mit Zug der Baureihe 481

Mit dem Reichsbahnerstreik kam der S-Bahn-Verkehr in West-Berlin am 18. September 1980 zum Erliegen. In der Folge wurde die Ringbahn, wie auch andere Strecken, stillgelegt. 1989 begannen die Wiederaufbauarbeiten an der Strecke, zunächst wurde das Empfangsgebäude im Auftrag der Verwaltung des ehemaligen Reichsbahnvermögens für 1,7 Millionen D-Mark saniert. Durch die kurz darauf erfolgte Öffnung der Grenzen nach Ost-Berlin wurden die Pläne korrigiert und die Anbindung der Ringbahn an die Görlitzer Bahn über Köllnische Heide dem Lückenschluss über Sonnenallee vorgezogen. Die Wiederinbetriebnahme des Abschnitts zwischen Neukölln und Treptower Park wurde zudem durch die Pläne zum Weiterbau der Stadtautobahn A 100 verzögert. Am 18. Dezember 1997 erfolgte schließlich die Wiederinbetriebnahme des etwa 3,4 Kilometer langen Abschnitts einschließlich des S-Bahnhofs Sonnenallee. Zur besseren Anbindung an den Busverkehr erhielt der Bahnhof einen zweiten Ausgang zu beiden Seiten der Sonnenallee sowie einen Aufzug zum behindertengerechten Zugang.
Am S-Bahnsteig erfolgt die Zugabfertigung durch den Triebfahrzeugführer mittels Führerraum-Monitor (ZAT-FM).

## Anbindung
Am Bahnhof Sonnenallee besteht eine Umsteigemöglichkeit von den Ringbahn-Linien S41 und S42 zu den Omnibuslinien M41 und 171 der Berliner Verkehrsbetriebe (BVG). Bis zum 2. Mai 1965 bestand eine Umsteigemöglichkeit zur ehemaligen Straßenbahnlinie 95.
| Linie | Verlauf | Takt in der HVZ |
| ----- | --- | --------------- |
| ↻ ↺   | Gesundbrunnen – Schönhauser Allee – Prenzlauer Allee – Greifswalder Straße – Landsberger Allee – Storkower Straße – Frankfurter Allee – Ostkreuz – Treptower Park – Sonnenallee – Neukölln – Hermannstraße – Tempelhof – Südkreuz – Schöneberg – Innsbrucker Platz – Bundesplatz – Heidelberger Platz – Hohenzollerndamm – Halensee – Westkreuz – Messe Nord/ZOB – Westend – Jungfernheide – Beusselstraße – Westhafen – Wedding – Gesundbrunnen \|\| 5 min |                 |